# Vilayet di Diyarbekir
Il vilayet di Diyarbekir (in turco: Vilâyet-i Diyâr-ı Bekr), talvolta definito impropriamente vilayet del Kurdistan, fu un vilayet dell'Impero ottomano nell'area corrispondente all'attuale Turchia.

## Storia
Il vilayet di Diyarbekir si estendeva a sud da Palu verso l'Eufrate e da Mardin e Nisibin sino alle pianure della Mesopotamia. Il vilayet di Diyarbakir venne creato nel 1867. Nel 1879-80 una parte del vilayet, che includeva Malatya, venne ceduta per costituire il vilayet di Elazig.

## Geografia antropica

### Suddivisioni amministrative
I sanjak del vilayet di Diyarbekir nel XIX secolo erano:
1. sanjak di Diyarbekir
2. sanjak di Mardin
3. sanjak di Ergani
4. sanjak di Siverek (separato da quello di Diyarbekir nel 1907)

## Composizione della popolazione
| Provenienza della popolazione residente (dati del 1914)) |         |
| Musulmani                                                | 492.101 |
| Greci                                                    | 1.935   |
| Armeni                                                   | 65.850  |
| Ebrei                                                    | 2.085   |